# Koning van Katoren (boek)
Koning van Katoren is een jeugdboek van Jan Terlouw uit 1971. Het gaat over zeven opdrachten die de 17-jarige Stach moet vervullen om de nieuwe koning van het fictieve land Katoren te worden. Het boek is bekroond met de Gouden Griffel (1972) en met de Oostenrijkse Staatsprijs voor Jeugdliteratuur (1973).

## Het verhaal
Stach wordt geboren in de nacht dat de oude koning overlijdt, 80 jaar oud. Stachs vader komt de volgende dag om als hij de vlag op de kerk naar halfstok wil laten zakken en zijn moeder sterft korte tijd later aan de gevolgen van kraamvrouwenkoorts. Stach is nu dus wees. Hij wordt, zo goed en zo kwaad als het kan, opgevoed door zijn oom Gervaas die de dienaar van de koning was. De koning had geen kinderen en daarom grijpen na zijn dood zes zure ministers de macht: (Hendrik) de Seer, minister van Ernst; (Karel) Regtoe, minister van Eerlijkheid; (Bastiaan) Walsen, minister van Regelmaat en Orde;  (Bonifatius) Broeder, minister van Deugd; (Tom) Pardoes, minister van IJver; en (Philip) Zuiver, Minister van Reinheid. Ze beloven dat ze een nieuwe koning zullen aanstellen, maar er gebeurt niets.
Zeventien jaar later regeren deze zes ministers het land Katoren nog steeds. Stachs oom Gervaas, die na de dood van de koning voor de ministers is gaan werken, regelt voor Stach een afspraak bij de ministers als wens in verband met zijn 50-jarig jubileum als dienaar in het paleis. Stach, die bij zijn oom Gervaas inwoont, besluit het erop te wagen. Hij vraagt de ministers wat je moet doen om koning te worden.  De ministers zijn woedend, zij willen immers hun heersende positie niet graag opgeven. Ze zijn het met elkaar oneens welke maatregel er tegen Stach moet worden genomen. Twee willen van hen de doodstraf uitvoeren, twee willen hem verbannen naar een ander land en twee willen hem zeven, schijnbaar onmogelijke, opdrachten geven. Oom Gervaas moet een dobbelsteen gooien, waar uitkomt dat Stach de zeven opdrachten moet uitvoeren. Als regeringsbijdrage ontvangt hij telkens een enkele reis, tweede klasse, per trein naar de plaats van bestemming.

### De vogels van Decibel
Deze vogels maken samen zo'n afschuwelijk luid gekrijs op dezelfde toonhoogte, dat mensen er doof van worden tenzij zij hun oorkleppen op hebben. Voor in huis zijn er speciale huiskleppen. De vogels zijn niet uit te roeien want ze leven in onbegaanbare kliffen. Stach lost dit probleem  op door een apparaat met luidsprekers te lenen dat een extreem hoog piepend geluid maakt. De vogels, die gewend zijn dat zij het 'hoogste' woord voeren, proberen dit geluid te overstemmen. Zij trachten een zo onnatuurlijk hoog geluid te maken dat hun stembanden scheuren. Omdat ze niet meer kunnen krijsen zullen de jonge vogels dit gedrag niet meer van hun ouders aanleren, waardoor de bewoners van Decibel voortaan geen last meer hebben van de vogels.

### De granaatappelboom van Wapenfelt
Deze boom produceert echte granaten in plaats van appels. Niemand durft in de buurt te komen want als er eentje valt ontploft hij. Stach ontdekt dat de oorzaak kruitdamp uit de wapenfabrieken is; als kruitstof op een stamper landt produceert de boom geen vrucht maar een granaat. Maar de fabriek stilleggen is geen optie want er is een wapenwedloop gaande met buurland Eltoren. Stach wordt ook geraakt door een granaatappel. Wanneer hij ligt te herstellen van zijn verwondingen komt hij met de oplossing: de wapenproductie een tijdlang stilleggen en de boom – die nu geen nieuwe granaten meer heeft – vervolgens omhakken. Tevens wordt hij verliefd op de mooie dochter van de burgemeester, Kim, en zij op hem.

### De draak van Smook
De draak is niet alleen erg gevaarlijk, maar vervuilt ook de hele omgeving met zijn zwaveldampen die de lucht en het water verpesten. In Smook werkt bijna niemand buiten en degene die wel buiten werken, vuilnismannen en dragonen, behoren tot de best betaalde Smokenaren en zijn dan ook miljonair. Stach logeert in hotel Draketand, het duurste van de stad, en leent een dragonenpak van een dragoon. Met salpeter en houtskool vult hij dode vogels die door dragonen naar het leefgebied van de draak worden gebracht. De draak eet deze dan op en in combinatie met de zwavel die al in de draak zit vormt zich buskruit in de draak. Stach vernietigt de draak vervolgens met een lichtkogel die hij vlak naast de draak schiet, waarna de draak ernaar hapt en in duizend stukjes uit elkaar spat. Al die kleine stukjes dreigen even opnieuw uit te groeien zodat er duizenden draken zouden ontstaan, maar door de luchtverplaatsing opgewekt door de vuurwerkbom wordt de zwaveldamp weggedreven. Daardoor komt de zon tevoorschijn en verschroeit alle kleine draakjes. Zo is Smook eindelijk verlost van zijn draak. Maar de inwoners van Smook, die tot dusver de rijksten van Katoren waren omdat ze om aan de stank te ontkomen 18 uur per dag werkten, verarmen snel nu de draak is verdwenen en ze kennismaken met de zon.
Zowel het verhaal als de naam van de stad lijken sterk op het Poolse volksverhaal over Smok Wawelski.

### De schuifelende kerken van Uikumene
De kerkgebouwen van de plaats Uikumene bewegen uit zichzelf voorwaarts en verpletteren alles wat zich op hun weg bevindt: huizen, bomen en mensen en zelfs de woning van de burgemeester. De kerken kunnen wel enigszins gestuurd worden door middel van de kerkbanken zodat ze over 'kerkpaden' kunnen schuifelen, maar soms 'luistert' een kerk niet, wijkt af van het pad, en verplettert alles op zijn weg. Stach slaagt erin de gebouwen naar elkaar toe te leiden zodat ze één grote kerk vormen, die in het vervolg op dezelfde plek midden op de markt staat. De bewoners van Uikumene zijn dolblij en slopen meteen alle tegen elkaar geschoven muren, zodat er één grote ruimte binnenin ontstaat.
Dit probleem symboliseert de grote hoeveelheid kerkgemeenschappen die ieder een andere koers volgen, maar volgens sommigen uiteindelijk weer tot elkaar zouden moeten komen om in onderlinge harmonie te bestaan.

### Springen van de St. Aloïsius
De ministers geven Stach een extra opdracht, opdracht 4a. Stach moet van de St. Aloïsius af springen, dezelfde kerk waar zijn vader vanaf viel en stierf. Stach heeft eerder in een interview met de krant gezegd dat hij dit nooit zal doen. Als excuus voor deze extra opdracht zeggen de ministers dat die nog bij de vorige hoort aangezien het nog steeds over kerkgebouwen gaat.
De redactie van de krant Katoren in druk vindt het een valse zet van de ministers en schrijft dat iedereen een kussen moet meebrengen. Die leggen ze allemaal voor de kerktoren en daar springt Stach dan op. De bevolking van Katoren is nu heel boos op de ministers.

### De knobbelneuzen van Afzette-Rije
De knobbelneus (of kortweg k-neus) is in de stad Afzette-Rije een vreselijke ziekte die veroorzaakt wordt door een bepaalde soort mug die iemand op zijn neus steekt en dan iemands neus doet opzwellen, waarna deze altijd zo blijft of openbarst waarna men onherroepelijk sterft. Het geneesmiddel kennen alleen de dokters (Tara's), maar hun diensten zijn niet goedkoop en men dient ze bij een consult per gesproken woord te betalen, een tientje per gesproken woord. Stach ontdekt dat het geneesmiddel eigenlijk heel eenvoudig is (veengrond, bloem, slaolie, mosterd en azijn). Het probleem was niet de knobbelneuzen, maar de inhalige Tara's. Stach ontdekt dat ze eigenlijk helemaal geen echte dokters zijn. De Tara's worden publiekelijk ontmaskerd, waarna de woedende inwoners van Afzette-Rije hun huizen vernielen. Dit verwijst naar kwakzalverij en de corrumperende werking van (kunstmatige) monopolies.
Daar de burgemeester door de hoge rekening voor de Tara's erg arm is, reist Stach voor het eerst per 2e klas terug in plaats van per 1e klas.

### De tovenaar van Ekilibrië
De tovenaar, Pantaar, komt in de bloeiende stad Ekilibrië iedere avond bij iemand aan de deur om een geliefd object te vragen (een aalmoes).  Een aalmoes hoeft niet van hoge waarde te zijn als men zich er maar aan hecht. Vandaar dat veel mensen een hond nemen en zich aan het beest proberen te hechten. Als dat niet lukt heeft het geen zin omdat Pantaar  een aalmoes die de gever niet echt van waarde is weigert, en dan zelf een aalmoes van waarde haalt. Wie de tovenaar probeert aan te vallen verandert automatisch in een staklok.  Elke dag komt Pantaar op één adres dat de volgende dag op de voorpagina onder het weerbericht van de krant staat. Op sommige adressen komt hij zelden of nooit, op andere meerdere malen. Zo geeft een klein meisje uit vrijgevigheid haar slobberpop en is haar dikke rijke vader opgetogen omdat hij zelf niets heeft hoeven afstaan. Een week later komt Pantaar opnieuw bij hem langs en neemt geen genoegen met de dure nieuwe pop van zijn dochtertje die hij slaapdronken uit bed haalt maar neemt hem dan zijn waardepapieren af, de helft van zijn vermogen.
Stach vindt onderdak bij de burgemeester – een vrouw deze keer, die jaren eerder haar man en kind door toedoen van Pantaar is kwijtgeraakt –, en wordt door Pantaar meegenomen omdat hij voor het meest geliefde object van de burgemeester wordt aangezien. In het hol van de leeuw ontdekt Stach dat Pantaar de voorwerpen in een magisch vuur moet gooien om de stad te behoeden voor vernietiging. Maar als iemand zich vrijwillig in het vuur stort, zal het vuur 100 keer 100.000 jaar blijven branden. Als Stach beslist om erin te springen wil de tovenaar dat niet, omdat hij immers gedwongen is. Stach belooft de volgende dag vrijwillig terug te komen, en doet dat ook. Maar dan weigert Pantaar het offer te aanvaarden, omdat Stach nog een heel leven voor zich heeft. Uiteindelijk springt de tovenaar zelf in het vuur waardoor de stad gered is. Centraal staat de vraag wat iemand het meeste liefheeft: veel mensen weten het zelf niet eens. Verder verwijst het hoofdstuk naar de moeilijkheid een keuze te maken tussen voordeel op korte en voordeel op langere termijn vanwege de invloed van egoïsme en gemakzucht. Ook verwijst het naar de vele personen in de samenleving die zijn zoals Pantaar: eenzaam, onbegrepen, vaak zelfs gehaat, maar desalniettemin jaar in jaar uit een eenzame ondankbare taak vervullend.

### De stoel van Stellingwoude
De stoel is een stenen stoel waarop slechts een koning kan zitten. Ieder ander sterft onherroepelijk. Tante Geesje, die de sleutel van het hek heeft, vertelt verhalen van lieden die daadwerkelijk vrijwel direct stierven na het plaatsnemen op de stoel. Een uitzondering geldt echter wanneer zes hoger geplaatsten de persoon op de stoel helpen. De boodschap is dat om koning te zijn iemand ook moet weten wat het is om nederig te zijn, en dat zelfs een koning niet de absolute heerser is.
De zes ministers weigeren, maar de zes burgemeesters helpen Stach op de Stoel, waardoor Stach ook meteen koning is. Hij trouwt met Kim, die koningin wordt. De ministers worden ontheven uit hun functie, maar niet uit rijksdienst ontslagen; ze krijgen elk een van de opdrachten die nog in de la lagen. De zes burgemeesters worden de nieuwe ministers, terwijl er ook nieuwe ministeries komen. Stach besluit dat hij gedurende zijn hele koningschap elk jaar zelf ook een opdracht zoals de zeven die hij achter de rug heeft zal blijven vervullen.

## Bekroningen
- Gouden Griffel (1972)
- bekroond door de kinderjury`s van Amsterdam en Rotterdam (1972)
- tweede Europese Jeugdboekenprijs (1973)
- Oostenrijkse Jeugdboekenprijs (1973)

## Bewerkingen
Een film, eveneens met de titel Koning van Katoren, verscheen in 2012. De film wijkt op een aantal punten af van het boek.
Het boek is verder tientallen malen bewerkt voor toneel en musical in het scholieren- en amateurtoneel. Een geautoriseerde musicalversie is in het bezit van de Nederlandse Vereniging Amateurtheater.

## Diepere betekenis
Het boek heeft een dubbele bodem, de problemen die Stach tegenkomt lijken namelijk erg op allerlei bekende maatschappelijke problemen. Zo staat de draak van Smook bijvoorbeeld symbool voor milieuvervuiling, de granaatappelboom voor de wapenwedloop en de vogels van Decibel voor geluidsoverlast door bijvoorbeeld auto's, treinen en straaljagers. De bewegende kerken zijn een duidelijke verwijzing naar de strijd tussen de verschillende religies. Ook machtsmisbruik (namelijk dat door de ministers) is een belangrijk thema in het verhaal.
Het hoofdstuk over Ekilibrië wordt veelal gezien als het centrale verhaal in het boek, en het meest filosofische. De vraag die wordt gesteld is: wie weet nu wat hij diep in zijn hart het meest liefheeft? Maar juist dat vraagt Pantaar, en hij kan nooit worden bedrogen. Zeg je het verkeerde, dan neemt hij allebei. Paul Biegel meende dat dit verhaal een boek op zich waard was.
Ook het gedachtegoed van D66, de partij waarvan de auteur destijds een prominent lid was, komt naar voren in het boek. Milieu en democratie komen aan bod. Zodra Stach koning is, stelt hij de burgemeesters aan als minister waarvan een minister van democratie en adviseert om de burgers van die stad zelf een nieuwe burgemeester te laten kiezen.

## Vervolg
Zesendertig jaar later, op 30 mei 2007, verscheen van Jan Terlouw een vervolg op het verhaal, Zoektocht in Katoren. Het verhaal gaat over de geitenhoeder Koss, die het land, waar Stach op dat moment al tientallen jaren koning is, intrekt op zoek naar een man die als kind ontvoerd werd. Net als Koning van Katoren is het een maatschappijkritisch verhaal.